# Ivan Nečuj-Levyckyj
Ivan Nečuj-Levyckyj (ukrajinsky Іва́н Семенович Нечу́й-Леви́цький; 25. listopadu 1838 Stebliv – 2. dubna 1918 Kyjev) byl ukrajinský spisovatel, překladatel, etnograf, folklorista a pedagog.
S Pantelejmonem Kulišem a Ivanem Pulujem se podílel na prvním překladu bible do ukrajinštiny.

## Z díla
- Mykola Džerja (1874)
- Burlačka (1876); novela vyšla roku 1960 v češtině pod názvem Tulačka (přel. Ludmila Jančiková-Zilynská)
- Kajdaševa sim’ja (1878)